# 宿輪ゼミ
宿輪ゼミ（しゅくわゼミ）は、帝京大学経済学部に所属する宿輪純一教授が主催する社会貢献活動の一つである。正式名称は「社会貢献公開講義 宿輪ゼミ」で、主に経済・金融・経営・映画評論などの話題について解説している。

## 沿革
正式名称は「社会貢献公開講義宿輪ゼミ」。宿輪ゼミは2003年に始められた。東京大学大学院で行っていた宿輪教授の講義、および、宿輪教授が勤務していた三菱東京UFJ銀行の社員向けに行っていた勉強会を合体させ、社会貢献活動として、一般にも公開する形で開催した。その後、宿輪教授が2015年に帝京大学経済学部教授に就任したことを機に、FacebookなどSNSも活用して拡大し、文京区民センターなどで定期的に開催するようになった。2023年現在では、開催回数は400回を超え、会員数は1万2千人を超えている。日本一の私塾ともいわれている。日本経済新聞が取材し、記事 も掲載された。 　

## 研究内容
宿輪ゼミでは、経済・金融・経営・映画評論などの話題について解説している。宿輪教授は、自身の専門分野である通貨・国際経済・マクロ経済・国際金融・決済・金融などの最新事情や理論や予想を分かりやすく説明するほか、映画評論家としても活動しており、映画の内容やテーマやメッセージなどを分析している。また、「ビジネス／経営」も注力しており、企業や業界の動向や戦略や課題などを考察している。

## 研究成果
宿輪ゼミでは、経済・金融・経営・映画評論などの話題について解説した講義の内容を、宿輪教授のオフィシャルウェブサイトやFacebookグループやnoteなどで公開している。また、宿輪教授は、日本経済新聞や東洋経済やダイヤモンド・オンラインやハフィントンポストなどのメディアにも寄稿しており、自身の見解や分析や予測などを発表している。さらに、宿輪教授は、日経CNBCやテレビ東京やTBSサンデーモーニングなどのテレビ番組にも出演しており、経済・金融・経営・映画評論などの話題について解説している。
2024年4月より「YOUTUBE宿輪ゼミ」 、「NOTE宿輪ゼミ連載」も開始した。

## 評価
宿輪ゼミは、日本経済新聞や東洋経済などのメディアにも紹介されており、日本トップランクの社会貢献公開講義（私塾）となっている。   宿輪ゼミに参加した人々からは、宿輪教授の講義が「分かりやすく」「興味深く」「有益で」「刺激的で」「楽しい」という声が多く寄せられている。